# 皮托爾城
皮托爾城（英語：Pithole City）是位於美國賓夕法尼亞州韋南戈縣的鬼鎮，距離油溪州立公園約6英里，亦鄰近德雷克井博物館。皮托爾城最初建立時急速發展，但也同樣快速地衰落，此城因它的石油產業蓬勃而聞名。
1865年1月，韋南戈縣一帶石油產業繁盛，吸引大量人進入該地居住，成為皮托爾城的前身，在當地居住的大多數是土地投資者。該城在1865年5月成立，直到12月，城内大約有20000人口。在最繁榮的時候，皮托爾城有至少54家酒店、3座教堂、報紙廠、劇院、鐵路站、世界上第一組輸油管和紅燈區，並設有賓夕法尼亞州第3大郵局。到1866年，該城的經濟增長放緩，石油生產量也開始減少，多次火災亦驅使居民離開皮托爾城。1877年，皮托爾城的市法團解散，降級為非建制地區。
後來，這無人居住的地方變成鬼鎮。在1961年，該地被捐予賓夕法尼亞歷史和博物館委員會。其後設立訪客中心，展覽關於皮托爾城的歷史，並於1972年建成，這城在1973年被列入國家史蹟名錄。

## 名稱源來
“皮托爾城”以它臨近的河流皮托爾溪而命名。  然而，“皮托爾”這名稱本身的起源是一個謎。 其中一個説法是，早期當地人民偶然在那裏遇到奇異的裂縫，有煙霧從中飄過，故此取名“坑洞”（Pit Hole）。 這樣的“坑洞”可在阿勒格尼河與皮托爾溪交界附近的區域找到，“坑洞”尺寸約為 14英寸（36） 寬， 8英尺（2）長。
另一個解釋是源於發現早期定居者所挖掘的古坑，大約8英尺（2） 寬和12英尺（4） 深，被用油浸泡的木材覆蓋。 這些“坑洞”，據說是由17世紀中期到18世紀居住在該地區的塞內卡人所造。

## 地質
賓西法尼亞州西北部在地下約450至550英尺深有大量高壓形成的石油，大部分石油於泥盆紀時在岩層之間形成，後來漸漸向地表滲透到淺處。石油儲藏在抗滲蓋層之中，形成儲油層。此處岩層呈背斜形態，凹陷地方則呈向斜形態，褶皺的岩石令儲油層深度有很大的差異，從4,000英尺（1,200）深至地表都存在。
皮托爾城鄰近油井所開採的砂岩地層爲“韋南戈第三油砂”（Venango Third sand）， 地底450至550英尺（140至170）深處藏有大量石油， 其他砂岩則是“韋南戈第一及第二油砂”。根據油城註冊記錄，第一油砂在弗雷澤油井地下115英尺（35）深；第二油砂345英尺（105）深；第三油砂480英尺（146）深；第四油砂 600英尺（183）深；石油層在615英尺（187）深。

## 地理和氣候

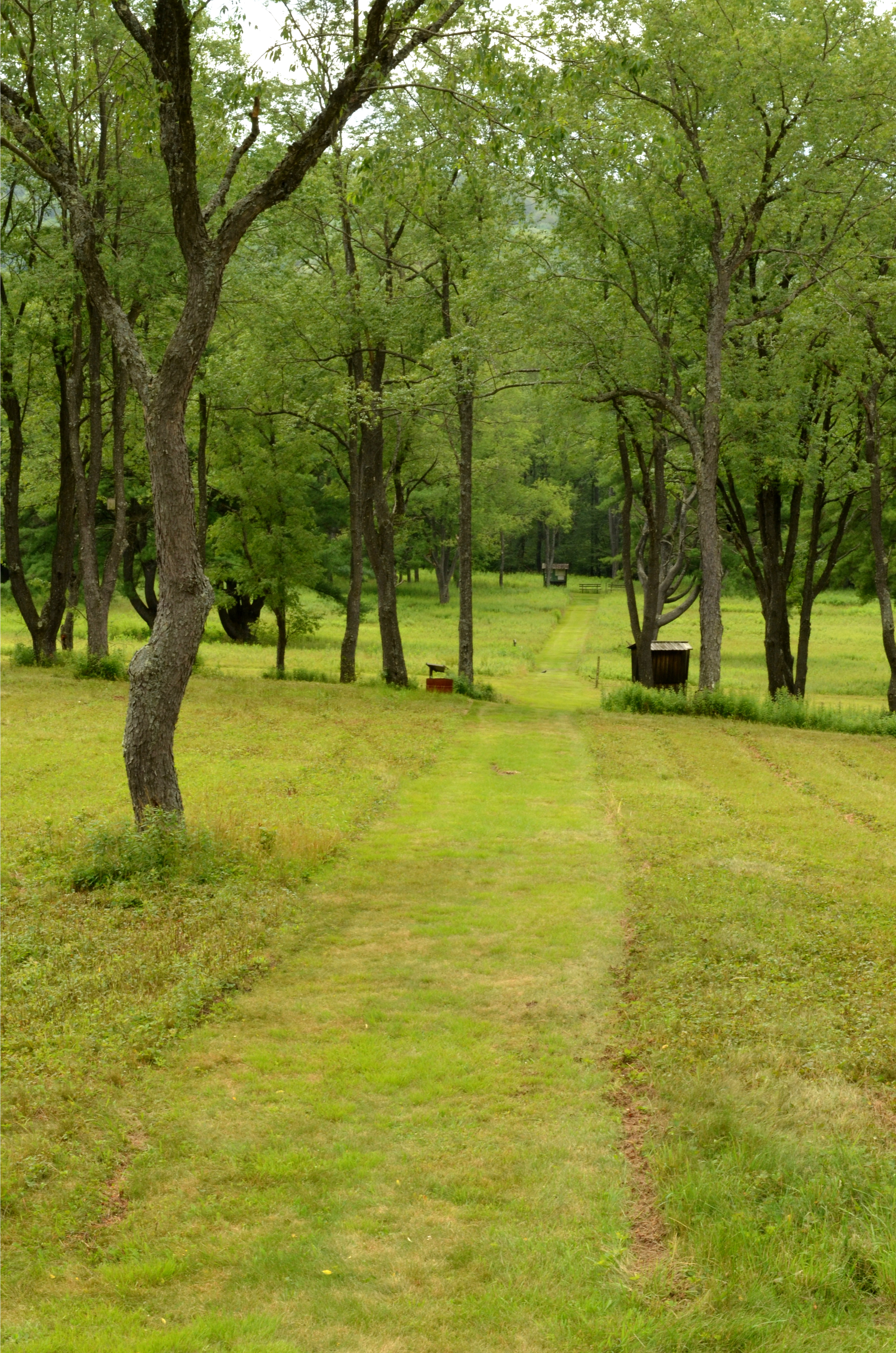
現時的梅森街

皮托爾城位於賓夕法尼亞州西北部，位於伊利東南方50英里（80公里）及匹茲堡東北部103英里（166公里）。 最靠近皮托爾城的城市是泰特斯維爾，兩者距離約8英里（13公里）；距離油城9英里（14公里）。皮托爾路（1006號縣級公路）其中一部分經過皮托爾城，往東北方行進約4英里（6.4公里）即可到達36號賓夕法尼亞州州道，往西方行進約2英里（3.2公里）則可到達227號賓夕法尼亞州州道。
皮托爾城有4條橫向的主要街道，分別為：第一街、第二街、第三街和第四街。 鄧肯街、梅森街、普拉瑟街、布朗街和霍爾姆登街由北向南穿過4條主要街道。 每條街道的路寬有60英尺（18米），鄧肯街則是80英尺（24米）。所有5條縱向街道都以第一街為起點，梅森街之終點在第三街，其他的縱向街道則在第四街終結。4條橫向街起點都在鄧肯街，終點則在霍爾姆登街。 
7月是皮托爾城最熱的月份，平均高溫為81°F（27°C），平均低溫為57°F（14°C）；而最冷的月份則是1月。平均高溫為32°F（0°C），平均低溫為13°F（-11°C）。 皮托爾城每年平均降水量達44英寸（1,118） ，未鋪砌的街道很容易因大雨而遭嚴重破壞，尤其是第一街和霍爾姆登街等重要街道，貨車很容易會陷入路坑中。

## 歷史
皮托爾城周圍的地區和現代的韋南戈縣最初是埃里斯人定居的地方，但其後在1653年被易洛魁族人消滅。1784年10月23日，易洛魁人簽署斯坦尼克斯堡條約，把土地割讓給賓夕法尼亞州。於1800年3月12日，韋南戈縣成立。

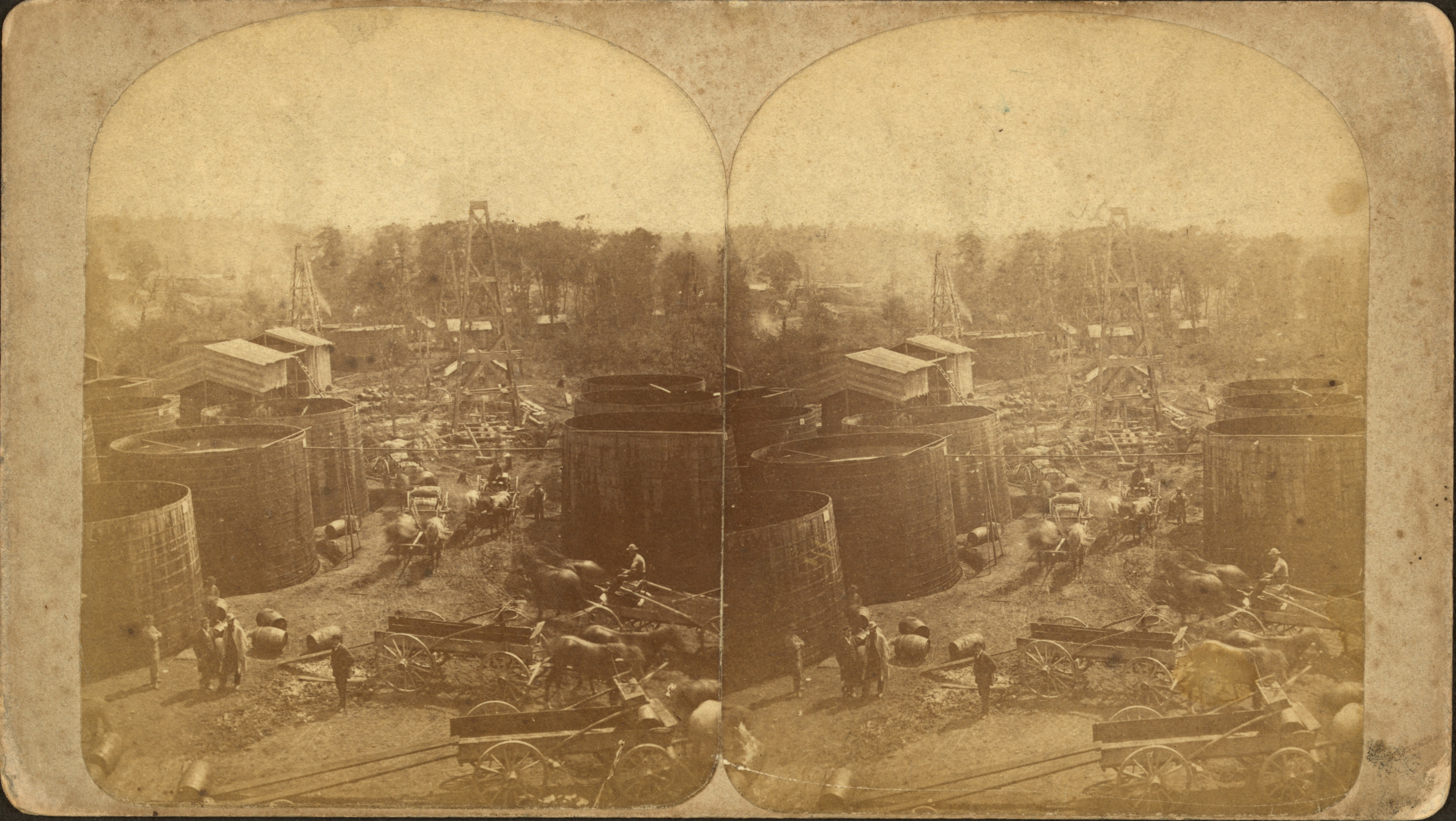
3D眼鏡呈現出來的景象

1859年，埃德溫·德雷克成功在克勞佛縣鑽了第一口油井，後來並在的半年之內造了500多口井。油井分別在阿利根尼縣、富蘭克林縣和福雷斯縣一帶下鑽。皮托爾溪沒有受到投資者同樣程度的關注，他們通常於大型河流附近的平地，而不是在崎嶇的山谷上鑽井。1864年1月，以賽亞·弗雷澤從皮托爾溪的一個農民托馬斯·霍爾姆登（Thomas Holmden）租了兩塊土地，總面積35英畝（14公頃），又成立了美國石油公司，並於1865年1月7日開始鑽油。

### 繁榮時期
在開始鑽油的兩週後，南部也開始鑽探石油。1865年5月，兩名投資者用$25,000購買了包括租給石油公司的農場地，並加付獎金$ 75,000。樹木繁茂的郊區地被鏟平，皮托爾城建立。 該城分為500個地段，於5月24日出售。到7月，人口估計至少2,000。  皮托爾城的人口在9月增加到15,000人，同年聖誕節增加到20,000。該城於1865年11月30日合併成為自治市鎮。

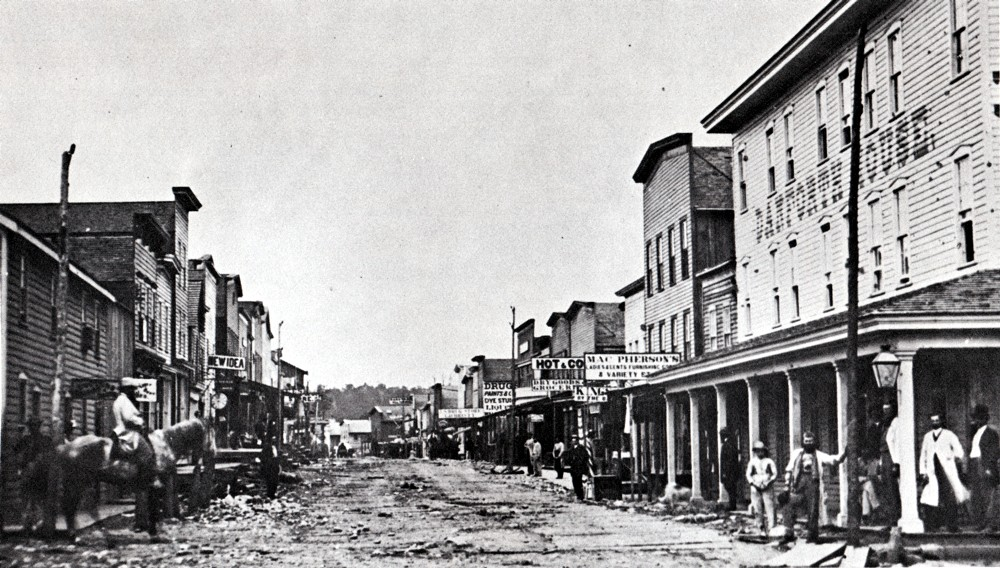
第一街望上霍爾姆登街街景

由於許多人在那只是臨時居住，因此該區酒店林立，共有54家酒店，從簡單的房屋到豪華酒店都有。皮特道（Pitway）酒店集團的第一家酒店阿斯特之家（Astor House）在一天內便建成。酒店的建設很簡陋；缺乏隔熱系統，密集的牆壁間隙使酒店的環境在冬天時很惡劣。 皮托爾城有三座教會——天主教，衛理公會和長老會，各自都由他們的會眾建造。皮托爾城的當地的報工廠“皮托爾日誌”於1865年9月5日設立。該城的最大的建築是一座在9月17日開幕，樓高三層，有1100個座位的莫非劇院。城内的賣淫問題嚴重，大多數妓院沿第一街建造。雖然自治市議會通過了禁止性交易的法令，並進行突擊搜查，試圖禁止，但未能解決問題。
油井開發成功，石油產量增加，但石油運輸依然依賴於運輸團隊，這些隊伍因為虐待他們的馬匹而臭名昭著，其中大部分由於油跡積累在頭髮導致脫落，且只有幾個月的壽命。 高死亡率導致馬匹不足應付需求。
除了輸油管道，皮托爾城另一個創新開發是鐵路罐車，基本上是有兩個木箱的火車，每卡容量為80桶 ，安裝在平車上。

### 沒落

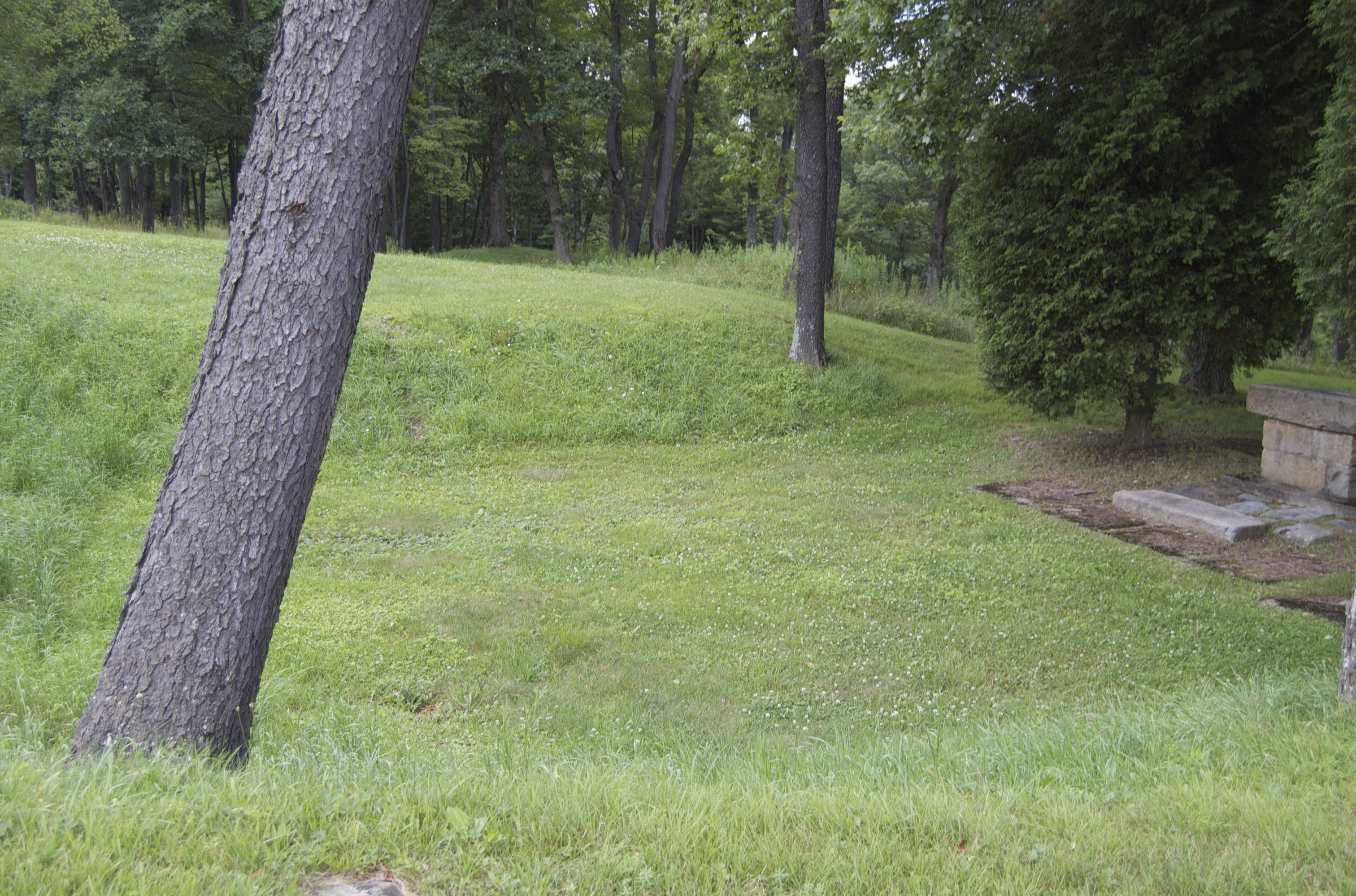
衛理公會教堂遺址

1866年3月，賓夕法尼亞州第20國會分區的金融家兼美國眾議院議員查爾斯·弗農·庫爾弗（Charles Vernon Culver）擁有的銀行結業。這引發了整個石油地區金融恐慌，爆發了石油經濟泡沫。投資者不再在皮托爾城投資，人民的生活也開始變差。
在2月24日清晨，有個房子發生火災，火焰被風吹散到其他建築物。兩個小時內，霍爾姆登街，布朗和第二街沿路的建築被燒成灰燼。多次火災其中最嚴重的事件在8月2日發生，燃燒了幾個城市街區並摧毀了27口油井。
1867年在韋南戈縣等其他地方發生許多石油風波，人們離開皮托爾城，他們放棄自己的財產，包括他們的房子和商業樓宇。 到1866年12月，人口下降到2000人。莫非劇場於1868年8月出售，搬到歡樂谷。商人鄧肯也帶他的財富回到蘇格蘭。 
根據1870年美國人口普查，當年皮托爾城的人口只有237人。在1877年8月正式取消了該城的自治市地位。 該城遺下的資產在1879年以4.37美元的價格賣給韋南戈縣。1886年，天主教會座堂被拆除並搬遷到泰厄內斯塔鎮；衛理公會在20世紀30年代被拆除之前，保持著“可用狀態”，捐給了私人團體。 1959年8月27日，衛理公會主教堂建立了一個石祭壇。

## 遊客中心
這個地方在1957年由泰特斯維爾先鋒報（Titusville Herald）的出版商詹姆士·史蒂文森購買，後來他在1962年到1971年期間擔任賓夕法尼亞歷史和博物館委員會的主席。史蒂文森把該地的灌木叢清除，並在1961年將其捐贈給了賓夕法尼亞歷史和博物館委員會。現時，皮托爾城只有幾個路標標記皮托爾城的建築物和前街道的位置。 皮托爾城的遺址於1973年3月20日被列入國家歷史遺跡名錄。這鎮84.3英畝（34.1公頃）的街道可在42分鐘內完成遊覽。 1972年遊客中心建成以接待遊客，中心裏有一個模型展示此城的格局。
賓夕法尼亞歷史和博物館委員會將訪客中心規劃為附近德雷克井紀念館的一部分，毗鄰國家公園，且在泰特斯維爾之外。遊客中心有幾個展覽，包括城市的比例模型，一個被困在泥裡的運油車，和一個小的信息劇院。遊客中心每年從5月亡兵紀念日至9月的勞動節開放。

## 腳註
1. ↑  . Pennsylvania Department of Conservation and Natural Resources.   [2010-02-27]. （原始内容存档于2009-08-14）.
2. ↑   (PDF). The New York Times. 1879-12-26: 2  [2010-02-16]. （原始内容存档于2011-06-04）.
3. 1 2 3  Love, Gilbert. . The Pittsburgh Press. 1975-06-22: C1  [2010-02-17]. （原始内容存档于2018-09-16）.
4. ↑  Darrah 1972，第1頁.
5. 1 2 3  Hirschl, Beatrice Paul. . Pittsburgh Post-Gazette. 1996-08-12: D1.
6. ↑  Darrah 1972，第2頁.
7. 1 2  Caplinger 1997，第4, 6頁.
8. 1 2  Pees 1998，第15頁.
9. ↑  Darrah 1972，第11–12頁.
10. ↑   (地图). 1 : 100,000. 30 × 60 Minute Series (Topographic). United States Geological Survey. 1983.
11. ↑   (地图). 1 : 100,000. 30 × 60 Minute Series (Topographic). United States Geological Survey. 1983.
12. ↑   (PDF) (地图). 1 : 65,000. Type 10. Pennsylvania Department of Transportation. 2011  [2011-04-01].[永久]
13. ↑  Darrah 1972，第29頁.
14. ↑   (地图). 1 = 5 Chain. Murdock and Hanning. 1865-10.
15. ↑  . The Weather Channel.   [2010-02-17]. （原始内容存档于2018-09-16）.
16. ↑  Darrah 1972，第63頁.
17. ↑  Darrah 1972，第27, 63頁.
18. ↑  Hottenstein & Welch 1965，第125頁.
19. ↑  Darrah 1972，第10頁.
20. ↑  Darrah 1972，第32頁.
21. ↑   (PDF). The New York Times. 1884-09-08: 8  [2010-02-16]. （原始内容存档于2012-11-10）.
22. 1 2  Bell 1890，第121頁.
23. ↑  Tassin 2007，第5頁.
24. ↑  Darrah 1972，第148–149頁.
25. ↑  Darrah 1972，第100頁.
26. ↑  Darrah 1972，第114頁.
27. ↑  Darrah 1972，第223頁.
28. ↑  Darrah 1972，第171頁.
29. ↑  Darrah 1972，第167, 222頁.
30. ↑  Darrah 1972，第233頁.
31. ↑  Darrah 1972，第240–239頁.
32. ↑  Pennsylvania Register of Historic Sites and Landmarks 1972，§ 10.
33. ↑  Hahn, Tim. . Erie Times-News. 2010-06-06  [2010-06-06]. （原始内容存档于2011-06-06）.

## 延伸閲讀
- Leonard, Charles C. . Pithole City: Morton, Longwell & Co. 1867  [2017-02-07]. （原始内容存档于2016-09-19）.（英文）

## 外部連結
- 皮托爾城遊客中心官方網站（英文）
- YouTube上的皮托爾城民謠“Pit-Hole City”（英文）